# Cyclarcha
Cyclarcha là một chi bướm đêm thuộc họ Crambidae.